# Atletica leggera al XVI Festival olimpico estivo della gioventù europea
Le competizioni di atletica leggera al XVI Festival olimpico estivo della gioventù europea si sono svolte dal 25 al 30 luglio 2022 presso lo Sport Park Athletics di Banská Bystrica, in Slovacchia.

## Calendario
|  | Finali |

| Luglio           | Luglio           | Lun | Mar | Mer | Gio | Ven | Sab | Totale |
| Luglio           | Luglio           | 25  | 26  | 27  | 28  | 29  | 30  | Totale |
| ---------------- | ---------------- | --- | --- | --- | --- | --- | --- | ------ |
| Atletica leggera | Atletica leggera | 1   | 7   | 5   | 9   | 13  | 5   | 40     |

## Risultati

### Uomini
| Specialità                            | Oro                                                                      | Prestazione              | Argento                                                      | Prestazione             | Bronzo                                                               | Prestazione             |
| Corse piane                           |                                                                          |                          |                                                              |                         |                                                                      |                         |
| 100 m piani vento: +1,3 m/s           | Zalán Deák                                                               | 10"59                    | Ylann Bizasene                                               | 10"72 =                 | Daniel Casado                                                        | 10"77 =                 |
| 200 m piani vento: +1,4 m/s           | William Trulsson                                                         | 21"07                    | Danielius Vasiliauskas                                       | 21"56                   | Radowsław Lach                                                       | 21"61                   |
| 400 m piani                           | Noam Mamu                                                                | 47"60                    | Fabián Vidal                                                 | 48"66                   | Matthew Galea Soler                                                  | 48"84                   |
| 800 m piani                           | Yanis Vanlanduyt                                                         | 1'56"96                  | Žan Ogrinc                                                   | 1'57"98                 | Nuno Cordeiro                                                        | 1'58"57                 |
| 1 500 m piani                         | Latena Cervone                                                           | 4'02"30                  | Albert Szirbek                                               | 4'02"69                 | Sean Cronin                                                          | 4'02"81                 |
| 3 000 m piani                         | Karl Ottfalk                                                             | 8'23"80                  | Lucian-Florin Ștefan                                         | 8'28"13                 | Vittore Simone Borromini                                             | 8'28"55                 |
| Corse a ostacoli                      |                                                                          |                          |                                                              |                         |                                                                      |                         |
| 110 m hs (91,4 cm) vento: -0,4 m/s    | Matyáš Zach                                                              | 13"60                    | Janko Kišak                                                  | 13"74                   | Iker Moreno                                                          | 13"77                   |
| 400 m hs (84 cm)                      | Wassim Taouil                                                            | 52"93                    | Samuel Jönsson                                               | 52"95                   | Kacper Uliński                                                       | 53"76                   |
| 2 000 m siepi                         | Mario Palencia                                                           | 5'46"94                  | Jan Škarban                                                  | 5'47"96                 | Mihai-Alin Șavlovschi                                                | 5'50"91                 |
| Marcia                                |                                                                          |                          |                                                              |                         |                                                                      |                         |
| Marcia 5 000 m                        | Daniel Monfort                                                           | 21'22"02                 | Nick Joel Richardt                                           | 22'02"70                | Matteo Arisi                                                         | 22'02"71                |
| Salti                                 |                                                                          |                          |                                                              |                         |                                                                      |                         |
| Salto in alto                         | Sebastian Antosiak                                                       | 2,06 m                   | Elijah Pasquier                                              | 2,04 m                  | Bubacar Junior                                                       | 1,98 m                  |
| Salto con l'asta                      | Yilo Philtjens                                                           | 4,95 m                   | Pavlos Kriaras                                               | 4,90 m                  | Non assegnata                                                        | Non assegnata           |
| Salto con l'asta                      | Yilo Philtjens                                                           | 4,95 m                   | Karl Kristjan Pohlak                                         | 4,90 m                  | Non assegnata                                                        | Non assegnata           |
| Salto in lungo                        | Petr Meindlschmid                                                        | 7,29 m = vento: -0,4 m/s | Cristian Marius Popescu                                      | 7,25 m vento: +0,3 m/s  | Nicholas Gavagni                                                     | 6,73 m vento: -1,0 m/s  |
| Salto triplo                          | Ioannis Gartsios                                                         | 15,19 m vento: +1,1 m/s  | Ashdjian Antranik Sarkis                                     | 14,66 m vento: +0,8 m/s | Bojan Hadjitodorof                                                   | 14,59 m vento: +1,2 m/s |
| Lanci                                 |                                                                          |                          |                                                              |                         |                                                                      |                         |
| Getto del peso (5 kg)                 | Arnau Llorens                                                            | 16,67 m                  | Marco Nardocci                                               | 16,55 m                 | Denis Cutcovețchi                                                    | 15,93 m                 |
| Lancio del disco (1,5 kg)             | Mihai Damian Motorca                                                     | 57,12 m                  | Zsombor Dobó                                                 | 56,65 m                 | Mico Lampinen                                                        | 56,59 m                 |
| Lancio del martello (5 kg)            | Ármin Szabados                                                           | 72,64 m                  | Mico Lampinen                                                | 69,40 m                 | Ilia Ciui                                                            | 69,33 m                 |
| Lancio del giavellotto (700 g)        | Roch Krukowski                                                           | 74,63 m                  | Attila Herczeg                                               | 69,46 m                 | Štěpán Šípek                                                         | 66,63 m                 |
| Prove multiple                        |                                                                          |                          |                                                              |                         |                                                                      |                         |
| Decathlon (under 18)                  | Alvar Nik Adler                                                          | 6977 p.                  | Atvars Ernests Paļulis                                       | 6790 p.                 | Milan Vích                                                           | 6604 p.                 |
| Staffette                             |                                                                          |                          |                                                              |                         |                                                                      |                         |
| Staffetta svedese (100+200+300+400 m) | Polonia Tomasz Bajraszewski Radosław Lach Rafał Dziewięcki Jakub Szarapo | 1'53"70                  | Ungheria Ádám Trenka Zalán Deák Dániel Alexovics Péter Fodor | 1'55"43                 | Spagna Iker Moreno Daniel Casado Iñigo Alfonso Burguete Fabián Vidal | 1'55"80                 |

### Donne
| Specialità                            | Oro                                                                    | Prestazione             | Argento                                                               | Prestazione             | Bronzo                                                            | Prestazione             |
| Corse piane                           |                                                                        |                         |                                                                       |                         |                                                                   |                         |
| 100 m piani vento: +1,2 m/s           | Alice Pagliarini                                                       | 11"69                   | Vita Penezić                                                          | 11"81                   | Ester Parohová                                                    | 11"87                   |
| 200 m piani vento: -0,8 m/s           | Lara Jurčić                                                            | 24"05                   | Maria Jarosińska                                                      | 24"30                   | Elisa Marcello                                                    | 24"33                   |
| 400 m piani                           | Edanur Tulum                                                           | 54"41                   | Lenka Gymerská                                                        | 55"23                   | Maria Capota                                                      | 55"33                   |
| 800 m piani                           | Maša Rajić                                                             | 2'11"95                 | Lorenza De Noni                                                       | 2'12"49                 | Oliwia Bełczew                                                    | 2'12"51                 |
| 1 500 m piani                         | Ayça Fidanoğlu                                                         | 4'21"25                 | Zuzanna Wiernicka                                                     | 4'23"17                 | Austra Ošiņa                                                      | 4'25"11                 |
| 3 000 m piani                         | Viola Paoletti                                                         | 9'25"34                 | Edibe Yağiz                                                           | 9'25"83                 | Carla Cabezas                                                     | 4'32"07                 |
| Corse a ostacoli                      |                                                                        |                         |                                                                       |                         |                                                                   |                         |
| 100 m hs (76,2 cm) vento: -0,2 m/s    | Mia Wild                                                               | 13"46                   | Esther Sahlqvist                                                      | 13"56                   | Sofia Pizzato                                                     | 13"62                   |
| 400 m hs                              | Olha Mashanienkova                                                     | 59"49                   | Alexandra Ștefania Uță                                                | 59"65                   | Amelia Zochniak                                                   | 59"91                   |
| 2 000 m siepi                         | Greta Guerrero                                                         | 6'43"52                 | Karolína Jarošová                                                     | 6'47"62                 | Ceren Kiliç                                                       | 6'51"32                 |
| Marcia                                |                                                                        |                         |                                                                       |                         |                                                                   |                         |
| Marcia 5 000 m                        | Léna Auvray                                                            | 22'55"52                | Aldara Meilán                                                         | 22'55"58                | Alexandra Kovács                                                  | 23'17"79                |
| Salti                                 |                                                                        |                         |                                                                       |                         |                                                                   |                         |
| Salto in alto                         | Jana Koščak                                                            | 1,84 m                  | Nikolina Pejatović                                                    | 1,82 m                  | Iren Sarâboykova                                                  | 1,80 m                  |
| Salto con l'asta                      | Evgenia-Maria Panagiotou                                               | 3,95 m                  | Emma Mészáros                                                         | 3,95 m                  | Anna Šimková                                                      | 3,80 m                  |
| Salto in lungo                        | Bori Rózsahegyi                                                        | 6,16 m vento: +1,0 m/s  | Anna Ćurković                                                         | 5,99 m vento: +0,4 m/s  | Viktorie Jánská                                                   | 5,73 m vento: +0,9 m/s  |
| Salto triplo                          | Aurėja Beniušytė                                                       | 13,04 m vento: +1,1 m/s | Ashdjian Antranik Sarkis                                              | 12,51 m vento: +0,6 m/s | Bojan Hadjitodorof                                                | 12,44 m vento: +0,6 m/s |
| Lanci                                 |                                                                        |                         |                                                                       |                         |                                                                   |                         |
| Getto del peso (3 kg)                 | Julia Michałowska                                                      | 16,23 m                 | Karolína Machová                                                      | 15,87 m                 | Carmen Welling                                                    | 15,63 m                 |
| Lancio del disco                      | Frieda Echterhoff                                                      | 43,24 m                 | Natálie Fišerová                                                      | 40,99 m                 | Ana Maria Vișan                                                   | 39,47 m                 |
| Lancio del martello (3 kg)            | Patricia Kamga                                                         | 65,92 m                 | Marie Rougetet                                                        | 61,95 m                 | Zuzana Štejfová                                                   | 61,53 m                 |
| Lancio del giavellotto (500 g)        | Rebecca Nelimarkka                                                     | 51,69 m                 | Heti Väät                                                             | 49,95 m                 | Gréta Illyés                                                      | 49,03 m                 |
| Prove multiple                        |                                                                        |                         |                                                                       |                         |                                                                   |                         |
| Eptathlon (under 18)                  | Lucia Acklin                                                           | 5416 p.                 | Viola Hambidge                                                        | 5383 p.                 | Maresa Hense                                                      | 5246 p.                 |
| Staffette                             |                                                                        |                         |                                                                       |                         |                                                                   |                         |
| Staffetta svedese (100+200+300+400 m) | Italia Alice Pagliarini Sofia Pizzato Valentina Vaccari Elisa Marcello | 2'11"27                 | Polonia Maja Woźniak Maria Jarosińska Anastazja Kuś Julia Przewieźlik | 2'11"30                 | Ungheria Petra Lalik Bori Rózsahegyi Angéla Ecseri Sarolta Kriszt | 2'11"59                 |

## Medagliere
| Posiz. | Nazione    | Oro | Argento | Bronzo | Totale |
| ------ | ---------- | --- | ------- | ------ | ------ |
| 1      | Polonia    | 4   | 3       | 4      | 11     |
| 2      | Italia     | 4   | 2       | 5      | 11     |
| 3      | Spagna     | 4   | 2       | 4      | 10     |
| 4      | Ungheria   | 3   | 5       | 3      | 11     |
| 5      | Croazia    | 3   | 3       | 0      | 6      |
| 5      | Francia    | 3   | 3       | 0      | 6      |
| 7      | Svezia     | 3   | 2       | 0      | 5      |
| 8      | Rep. Ceca  | 2   | 4       | 5      | 11     |
| 9      | Germania   | 2   | 1       | 1      | 4      |
| 9      | Turchia    | 2   | 1       | 1      | 4      |
| 11     | Grecia     | 2   | 1       | 0      | 3      |
| 12     | Romania    | 1   | 3       | 3      | 7      |
| 13     | Finlandia  | 1   | 1       | 2      | 4      |
| 14     | Lituania   | 1   | 1       | 0      | 2      |
| 14     | Serbia     | 1   | 1       | 0      | 2      |
| 16     | Belgio     | 1   | 0       | 0      | 1      |
| 16     | Israele    | 1   | 0       | 0      | 1      |
| 16     | Svizzera   | 1   | 0       | 0      | 1      |
| 16     | Ucraina    | 1   | 0       | 0      | 1      |
| 20     | Estonia    | 0   | 3       | 0      | 3      |
| 21     | Portogallo | 0   | 1       | 2      | 3      |
| 22     | Lettonia   | 0   | 1       | 1      | 2      |
| 22     | Slovacchia | 0   | 1       | 1      | 2      |
| 24     | Cipro      | 0   | 1       | 0      | 1      |
| 24     | Slovenia   | 0   | 1       | 0      | 1      |
| 26     | Bulgaria   | 0   | 0       | 3      | 3      |
| 27     | Moldavia   | 0   | 0       | 2      | 2      |
| 28     | Irlanda    | 0   | 0       | 1      | 1      |
| 28     | Malta      | 0   | 0       | 1      | 1      |
| Totale | Totale     | 40  | 41      | 39     | 120    |